# Caulokaempferia
Caulokaempferia é um género botânico pertencente à família Zingiberaceae.
1. ↑  «Caulokaempferia — World Flora Online». www.worldfloraonline.org. Consultado em 19 de agosto de 2020